# Don't Mind If I Do
Don't Mind If I Do è il quinto album di studio del gruppo New Wave inglese dei Culture Club, pubblicato nel 1999, su etichetta Virgin. L'album, il primo completamente inedito dallo scioglimento del gruppo nel 1986, costituisce il ritorno dei Culture Club sulle scene dopo quasi 15 anni di assenza. Nonostante una promozione martellante, l'album non ha ottenuto un grande successo commerciale, arenandosi al Numero 64 nella classifica inglese degli album. Il lavoro ha comunque prodotto un singolo entrato nella Top 10 dei singoli, I Just Wanna Be Loved (uscito in realtà l'anno prima, in una versione leggermente diversa, già inserita nel precedente doppio album raccolta/live "Greatest Moments - VH1 Storytellers Live", del 1998), un singolo Top 30, Your Kisses Are Charity (uscito anche in una versione con Dolly Parton alle voci), e un terzo singolo doppio lato A, con Cold Shoulder e la reinterpretazione di Starman di David Bowie, che è però passato alla storia come il più grande flop del gruppo in formato singolo, non andando oltre il Numero 43 in classifica (anche se Starman è diventato invece uno dei momenti live più intensi e attesi). Lo stile del disco presenta un amalgama del classico pop dalle sfumature reggae, tipico dei primi Culture Club, con influenze rock, soul e dance. Dopo quasi due anni passati in tour, e dopo la pubblicazione di un cofanetto di quattro CD con successi, remix, e rarità varie, il gruppo si è di nuovo sciolto nel 2002, anche se nel 2006, il bassista Mikey Craig e il batterista Jon Moss hanno annunciato un nuovo disco e un nuovo tour, assieme a Phil Pickett (uno dei membri storici della band live, coautore, tra l'altro, di Karma Chameleon), ma senza però né il cantante Boy George, né il chitarrista/tastierista Roy Hay, vere anime della band. A quanto pare, sarebbe stato ingaggiato un nuovo cantante, tale Sam Butcher, personalità dall'apparenza quasi ermafrodita, più che androgina, ma il progetto sembrerebbe essere in fase di stallo (ovviamente, il cantante originario ha espresso il suo disgusto per l'improbabile scelta), nonostante la buona accoglienza di un primo concerto introduttivo.

## I lati B e altre tracce
I 3 CD singoli estratti da Don't Mind If I Do contengono in tutto 9 brani, 4 dei quali rappresentano i singoli veri e propri, pubblicati per promuovere l'album, Cold Shoulder e la reinterpretazione di David Bowie Starman costituendo ciò che si definiva, all'epoca del 45 giri in vinile, un "doppio lato A" (dall'inglese "double A side"), cioè due brani inseriti su uno stesso singolo e promossi allo stesso livello come due singoli effettivi. Tranne che per il lungo "Quivver Mix" di Do You Really Want To Hurt Me, inserito sul CD singolo di I Just Wanna Be Loved, si tratta in tutti gli altri casi di versioni remix alternative dei brani estratti come singoli: una versione alternativa del primo singolo, I Just Wanna Be Loved, sottotitolata "Magic Man Remix", con un arrangiamento completamente diverso da quello reggae dell'album, con cui il brano ha raggiunto il Numero 4 nella classifica britannica; il cosiddetto "Dolly Mix" del secondo singolo, Your Kisses Are Charity, che rappresenta la versione alternativa del pezzo, interpretato da Boy George in duetto con la leggenda della musica country americana, Dolly Parton, ed inserito sul terzo CD singolo, il "doppio lato A" di cui sopra; e infine due remix del suddetto secondo singolo, sottotitolati "Delirium Tremors Mix" e "Ninja Dub 3". In totale, dunque, Your Kisses Are Charity è presente in quattro versioni (le due qui citate, il duetto con la Parton, e la quarta che altro non è che quella dell'album, anch'essa dotata di un sottotitolo che la caratterizza, "Blouse & Skirt Mix", proprio come indicato sull'album). Di Cold Shoulder e di Starman non esistono versioni alternative, essendo quelle del singolo le stesse incluse sull'album. Più complessa la situazione di I Just Wanna Be Loved, di cui il CD singolo, che contiene anche il "Quivver Mix" di Do You Really Want To Hurt Me, non offre che due sole delle cinque versioni che ne esistono: oltre alla versione del singolo e al "Magic Man Remix", bisogna contare anche la versione dell'album, che è praticamente identica alla versione del singolo, tranne che per l'introduzione parlata iniziale, e le due versioni comprese sul precedente doppio album raccolta studio/concerto live "Greatest Moments", uscito l'anno prima, nel 1998, dove sia la versione dal vivo che quella inserita nel CD dei Greatest Hits rappresentano delle versioni parziali, approssimative, non ancora terminate del pezzo (non c'è, tra le altre cose, né il parlato introduttivo, né il middle cantato, sostituito da un intermezzo esclusivamente strumentale).
A concludere questa panoramica sui lati B connessi a Don't Mind If I Do, bisogna aggiungere almeno un'altra traccia (se non due, considerando che la versione live di Strange Voodoo che si trova su "Greatest Moments" presenta una serie di differenze abbastanza evidenti, oltre al fatto che si tratta di una versione dal vivo), cioè What Do You Want (From Me). Presentata nel corso del concerto tenuto dai Culture Club per "VH1 Storytellers", primo evento live del gruppo dopo quasi 13 anni, la performance comprendeva vecchi successi e tre nuovi brani presentati in anteprima, I Just Wanna Be Loved, la citata Strange Voodoo e il brano in questione. Evidentemente composto durante le sessions che hanno poi dato vita all'album, la canzone inedita, che figura sulla lista delle tracce come What Do You Want, ma che viene introdotta dal cantante come What Do You Want (From Me), dal primo verso del ritornello, è un reggae appena accennato, che per una serie di motivi non è stato incluso insieme alle altre nuove tracce sull'album dell'anno successivo, e che va quindi considerato come sedicesima traccia virtuale di Don't Mind If I Do, di cui condivide temi, sonorità e atmosfera generale.

## Tracce

### Album
1. I Just Wanna Be Loved – 4:33 (O'Dowd/Hay/Craig/Moss)
2. Cold Shoulder – 4:35 (O'Dowd/Hay/Craig/Moss/J. Themis)
3. Maybe I'm A Fool – 4:32 (O'Dowd/J. Themis/Craig/Stevens)
4. Sign Language (Gimme A Sign) – 4:48 (O'Dowd/Hay/Craig/Moss/J. Themis)
5. Mirror – 4:06 (O'Dowd/Hay/Craig/Moss)
6. Black Comedy – 3:51 (O'Dowd/Craig/J. Themis/Stevens)
7. Your Kisses Are Charity (Blouse And Skirt Mix) – 4:19 (O'Dowd/Hay/Craig/Moss/J. Themis)
8. Weep For The Child – 4:59 (O'Dowd/Hay/Craig/Moss/J. Themis)
9. See Thru – 4:06 (O'Dowd/Craig/Hay/Moss/Shorten)
10. Strange Voodoo – 5:15 (O'Dowd/J. Themis/Stevens)
11. Truth Behind Her Smile – 3:04 (O'Dowd/Hay)
12. Fat Cat – 3:25 (O'Dowd/E. Themis)
13. Confidence Trick – 4:57 (O'Dowd/Hay/Craig/Moss)
14. Starman  – 5:16 (David Bowie)
15. Less Than Perfect – 6:33 (O'Dowd/Craig/Moss/Hay/J. Themis)

### CD singoli

#### I Just Wanna Be Loved
1. I Just Wanna Be Loved - 3:52 (O'Dowd/Hay/Craig/Moss)
2. I Just Wanna Be Loved (Magic Man Remix) - 4:50 (O'Dowd/Hay/Craig/Moss)
3. Do You Really Want To Hurt Me (Quivver Mix) - 11:26 (O'Dowd/Hay/Craig/Moss)

#### Your Kisses Are Charity
1. Your Kisses Are Charity (Blouse & Skirt Mix) - 4:18 (O'Dowd/Hay/Craig/Moss/J. Themis)
2. Your Kisses Are Charity (Delirium Tremors Mix) - 4:03 (O'Dowd/Hay/Craig/Moss/J. Themis)
3. Your Kisses Are Charity (Ninja Dub 3) - 4:12 (O'Dowd/Hay/Craig/Moss/J. Themis)

#### Cold Shoulder/Starman
1. Cold Shoulder - 4:34 (O'Dowd/Hay/Craig/Moss/J. Themis)
2. Starman - 5:13 (David Bowie)
3. Your Kisses Are Charity (Dolly Mix) duetto con Dolly Parton - 3:50 (O'Dowd/Hay/Craig/Moss/J. Themis)

## Credits

### Formazione/Musicisti
- Boy George - voce
- Mikey Craig - basso, piano, arrangementi vocali
- Roy Hay - direzione, chitarra, tastiere, arrangiamenti vocali, arrangiamenti ottoni
- Jon Moss - percussioni, batteria
- John Themis - chitarra, arrangementi vocali
- Tim Cansfield, Tony Remy - chitarra
- Steve Honest - Pedal steel guitar
- Darius Zickus - tastiere, programmazione
- Kevan Frost, Jonathan Shorten, Sacha Skarbek - tastiere
- Chaz Kkoshi - organo Hammond
- Richie Stevens - percussioni, programmazione
- Gillian Findlay, Sophie Langdon, Julian Leaper, Roland Roberts, Paul Wiley, Rolf Wilson - violino
- Kate Evans - fiddle
- Chris Davis - flauto, sassofono
- J. Neil Sidwell - trombone, arrangiamento ottoni
- Steve Sidwell - tromba, flugelhorn, ottoni
- Paul Spong - tromba, flugelhorn
- John Thirkell - tromba
- London Chamber Orchestra - archi
- Robin Smith - arrangiamenti, programmazione, direzione musicale
- Paul Staveley O'Duffy, Steve Levine, Disco Dave, Adian Love, David Maurice, Mr. Spee - programmazione
- Emily Themis, Zee Asher, Angie Brown, Linda Duggan, Gina Foster, Chyna Gordon, Spencer Graham, Derek Green, Mary Pearce, Tubbs Williams - cori
- Derick Johnson - rap

### Staff/Produzione
- Jon Themis - produzione esecutiva, direzione musicale
- Paul Staveley O'Duffy - produzione, tecnico del suono, tecnico del missaggio
- Dom T - produzione, remixing
- Roy Hay - produzione
- Steven Levine - produzione
- John Musgrave, Chris Scard - tecnico del suono, tecnico del missaggio
- Albert Pinheiro - tecnico del suono, assistente tecnico del suono
- Pete Lewis - tecnico del suono
- Frank Arkwright - masterizzazione, tecnico del cutting
- Wing Commander Gill, Daniel Gilliland, Graham Hogg, Ian Rossiter, Ryan Tully - assistente tecnico del suono
- Roland Herrington - tecnico del missaggio
- Richie Stevens - missaggio
- Fiesta Mailing - trascrizione
- Ryan Art - design
- Paul Cox - fotografia

## Classifiche

### Album
| Classifica (1998-1999) | Posizione più alta |
| ---------------------- | ------------------ |
| Classifica Album UK    | 64                 |

### Singoli
| Singolo                   | Classifica (1998-1999) | Posizione più alta |
| ------------------------- | ---------------------- | ------------------ |
| "I Just Wanna Be Loved"   | Classifica Singoli UK  | 4                  |
| "Your Kisses Are Charity" | Classifica Singoli UK  | 25                 |
| "Cold Shoulder/Starman"   | Classifica Singoli UK  | 43                 |

## Dettagli pubblicazione
| Paese | Data | Etichetta | Formato | N° Catalogo |
|       | 1999 | Virgin    | CD      | 848666      |